# Buotama
Die Buotama (russisch und jakutisch Буотама; auch Botoma, Ботома) ist ein 418 km langer rechter Nebenfluss der Lena in der Republik Sacha (Jakutien) in Russland.
Die Buotama entspringt im nördlichen Teil des Aldanhochlands, etwa 160 km nordnordwestlich der Stadt Aldan. Sie fließt dann auf ihrer gesamten Länge durch ein relativ enges Tal am Nordrand des Hochlandes und am Südrand des Lenaplateaus in ostnordöstlicher Richtung etwa parallel zur Lena, in die sie schließlich etwa 100 km südwestlich der Republikhauptstadt Jakutsk mündet.
Das Einzugsgebiet des Flusses umfasst 12.600 km². Die längsten Nebenflüsse sind er von links in den Oberlauf mündende Talalach (57 km) sowie die weiter flussabwärts von rechts zufließenden Charyja-Jurjach (60 km) und Kujuda (50 km).
Der Abfluss 39 km oberhalb der Mündung beträgt im Jahresmittel 39,7 m³/s, bei einem maximalen monatlichen Mittel von 250 m³/s im Mai. Der Fluss friert von Oktober/November bis Ende April/Anfang Mai zu. Der mittlere Abfluss im März beträgt nur 1,76 m³/s.